# Mickey's Toontown
Mickey's Toontown es una tierra ubicada en Disneylandia y Tokyo Disneyland, dos parques temáticos operados por Walt Disney Parks & Resorts y The Oriental Land Company respectivamente. En Tokyo Disneyland, esta tierra lleva el nombre de Toontown. Este tierra existió una vez en Magic Kingdom hasta 2011 y fue nombrado Mickey's Toontown Fair. El parque Walt Disney Studios en Disneyland París tiene un área relacionado llamado Toon Studio.
La atracción es una recreación a pequeña escala del universo de Mickey Mouse donde los visitantes pueden conocer a los personajes y visitar sus casas construidas al estilo de los dibujos animados. La tierra fue inspirada por "Toontown" de la película de 1988 ¿Quién engañó a Roger Rabbit?, en donde los personajes de Disney y Warner Bros viven separados del mundo real.

## Historia
Roger Rabbit fue reconocido como un personaje lucrativo por Disney después de que se lanzó la película ¿Quién engañó a Roger Rabbit ?, y de que se desarrollará un conjunto de atracciones basadas en la película para los parques temáticos de Disney. Roger Rabbit estaba destinado a ser la estrella de su propia tierra, detrás de Main Street, USA, en Disneyland, llamado Hollywoodland. Mientras tanto, en Magic Kingdom, se estaba desarrollando una nueva tierra detrás de Fantasyland en honor al sexagésimo cumpleaños de Mickey Mouse, llamada Mickeys Birthdayland. También estaba previsto que hubiera atracciones basadas en Roger Rabbit, Judge Doom y Baby Herman en una importante expansión en Disney's Hollywood Studios y Tokyo Disneyland, pero después de los problemas financieros de Euro Disney Resort, los planes se redujeron.
Hollywoodland se combinó con el concepto de Mickeys Birthdayland, así como con un concepto que se encuentra en ¿Quién engañó a Roger Rabbit ?, para la creación de la tierra Mickeys Toontown, que abrió sus puertas en 1993 en Disneylandia. Las atracciones de Disney-MGM Studios fueron canceladas, pero en 1996 se inauguró una versión de Mickey's Toontown en Tokyo Disneylandia. Disneylandia París cuenta con un ' Toon Studio ' similar en su parque Walt Disney Studios .
En la versión de Disneylandia y de Tokyo Disneylandia, se podían escuchar covers de varios cortos clásicos de Disney, como parte de la música de fondo. Los cortos destacados con versiones musicales arregladas fueron: Steamboat Willie, The Skeleton Dance, Springtime, Minnie's Yoo Hoo, Smile, Darn Ya, Smile!, La canción de Minnie 'Box Lunch' de <i id="mwOA">Construyendo un edificio</i>, Los tres cerditos, Amor de cachorros, El flautista, La saltadora y las hormigas, Acampar, Plutón el juguetón, Conejitos divertidos, La tortuga y la liebre, ¿Quién mató al gallo Robin? ? , Thru the Mirror, The Country Cousin, Pluto's Playmate , el pato Donald y los respectivos temas de dibujos animados de Goofy desde mediados hasta finales de los años 40, Casey at the Bat y Little Toot (segmentos de Make Mine Music y Melody Time respectivamente; reeditados como cortos independientes en 1954) y el tema del logotipo de Maroon Cartoon de ¿Quién engañó a Roger Rabbit ?
Durante la decadá de 2010, las versiones musicales aparecieron en Have a Laugh! de Disney donde fueron incluidos en la mezcla musical de la tierra. Los cortos destacados con versiones musicales arregladas de Have a Laugh! fueron: <i id="mwYQ">On Ice</i>, Mickey's Polo Team, Thru the Mirror, Clock Cleaners, <i id="mwaA">Moose Hunters</i>, <i id="mwag">Magician Mickey</i>, <i id="mwbA">Boat Builders</i>, Mickey's Trailer, <i id="mwcA">Polar Trappers</i>, Beach Picnic, <i id="mwdA">Mr. Duck sale</i>, Canine Caddy y <i id="mweA">Double Dribble</i> .

## Reino Mágico

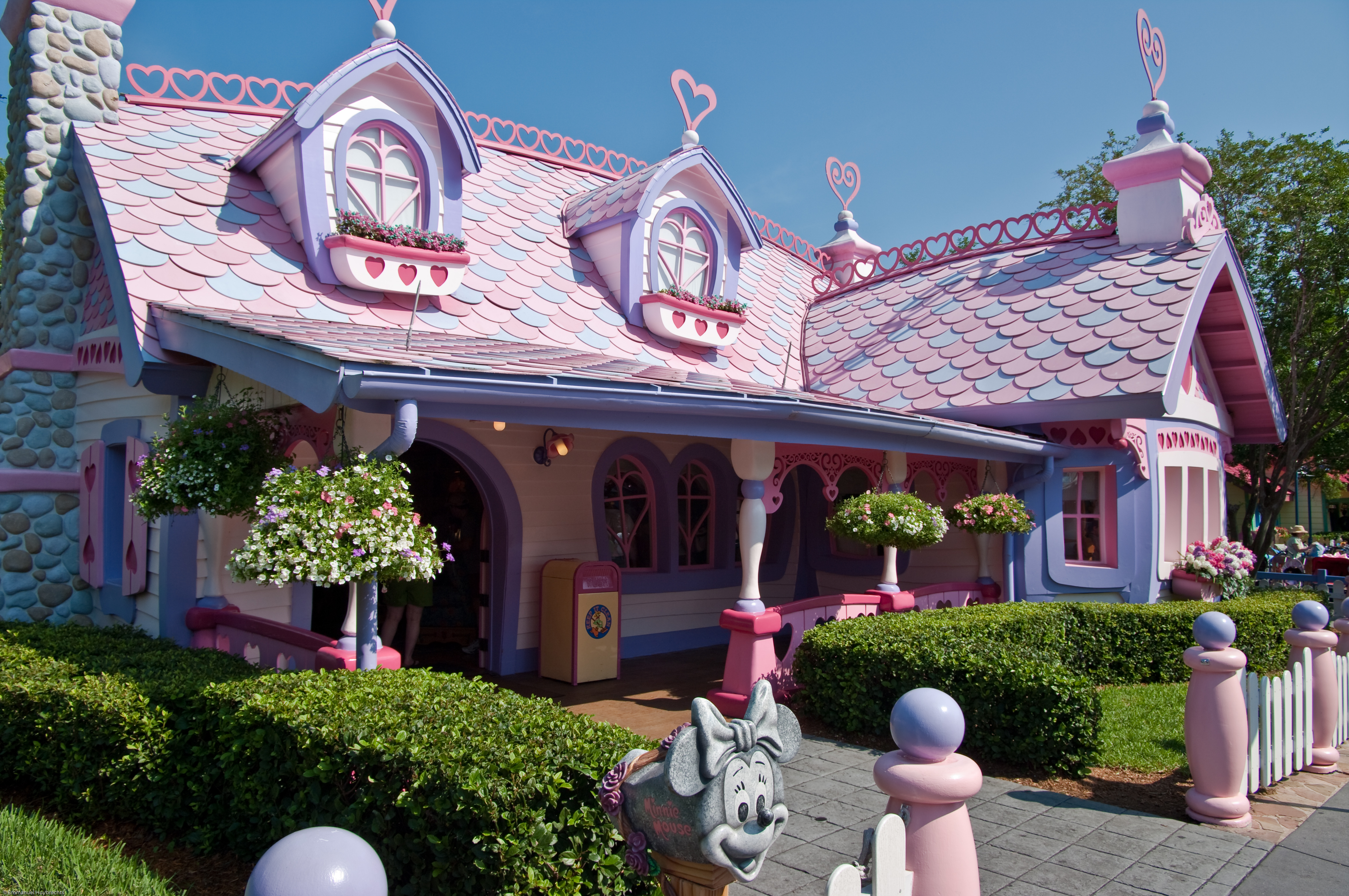
La casa de Minnie Mouse

En Reino Mágico o Magic Kingdom, Mickeys Toontown Fair (ahora Storybook Circus) abrió como Mickeys Birthdayland el 18 de junio de 1988. Se convirtió en Mickeys Starland el 26 de mayo de 1990 y pasó brevemente a llamarse Mickeys Toyland a finales de 1995.El terreno se cerró a principios de 1996 para una extensa remodelación y el 1 de octubre de 1996 se reabrió como Mickeys Toontown Fair para el 25 aniversario del parque.
Mickeys Toontown Fair cerró sus puertas el 11 de febrero de 2011 para que pudiera expandirse lo que sería "New Fantasyland". Algunos elementos de Mickeys Toontown Fair han sido demolidos y otros han sido redecorados como una nueva área de Storybook Circus. La atracción de Dumbo: el elefante volador se eliminó de Fantasyland y se reconstruyó en Storybook Circus; la nueva versión duplicó la capacidad de la atracción anterior e incorporó una cola interactiva. El Barnstormer en la granja de Goofy fue rediseñado a The Barnstormer presentando a Goofy como el Gran Goofini. La primera mitad de Storybook Circus fue inaugurada el 12 de marzo de 2012, esto incluyó el nuevo tema "The Great Goofini", la estación de tren de Storybook Circus que fue completamente reconstruida y también la mitad del nuevo paseo de Dumbo. La segunda fase de Storybook Circus, incluida la segunda mitad de Dumbo, el área de cola interior y la estación Casey Jr Splash 'n' Soak se inauguró en junio de 2012.

### Antiguas atracciones y entretenimiento
- The Barnstormer at Goofy's Wiseacre Farm (rebautizado como The Great Goofini's Barnstormer ) (1996-2011)
- Donald's Boat (reemplazado por cola para The Great Goofini's Barnstormer )
- Tienda del juez (reemplazada por un área de pase rápido y área para sentarse)
- La casa de campo de Mickey (1988-2011)
- Minnie's Country House (reemplazada por un camino desde Storybook Circus hasta Enchanted Forest )
- Pixie Hollow (reemplazado por Pete's Silly Sideshow ) (2008-2011)
- Salón de la fama de Toontown (reemplazado por Pete's Silly Sideshow )
- Walt Disney World Railroad - Estación Mickey's Toontown Fair (reemplazada por Walt Disney World Railroad - Fantasyland Station ) (1988-2011)

### Antiguas tiendas
- Recompensa del condado de Cornelius Coot
- Recuerdos de la feria Mickey's Toontown
- Mercado de agricultores de Toontown

## Disneylandia

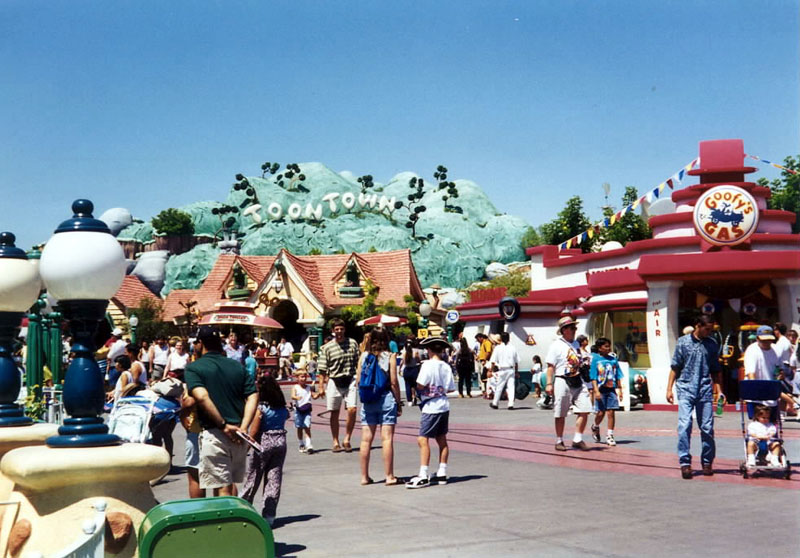
Mickeys Toontown en 1995

Mickeys Toontown abrió sus puertas en Disneylandia el 24 de enero de 1993. El área está inspirada en Quién engañó a Roger Rabbit (1988) y se asemeja a un escenario de una caricatura de Max Fleischer . Los edificios son estilizados y coloridos. Hay varias atracciones con personajes de dibujos animados clásicos, como las casas de Mickey y Minnie Mouse, y una pequeña montaña rusa para niños. Hay algunos chistes interactivos. Las casas en sí resultan atractivas principalmente como áreas de juego para niños pequeños. Desde 1993 hasta 2022, una de las ventanas del terreno tenía una referencia a Laugh-O-Gram Studios, el estudio que Disney creó antes que Disney Studios .
Se llevó a cabo un evento llamado Toontown Morning Madness para los huéspedes que reservaron viajes con la Asociación Estadounidense del Automóvil o reservaron un paquete de vacaciones con Walt Disney Travel Company . Sin embargo, Morning Madness se suspendió a partir de 2013, ya que ahora se ofrecen Extra Magic Hour y Magic Morning.En las noches en que están programados los fuegos artificiales, Toontown cierra temprano debido a su proximidad al área de lanzamiento de los fuegos artificiales. Mickeys Toontown Depot permanece abierto desde la apertura hasta el cierre del parque, ya que también sirve como parada para Fantasyland y la estación está al lado del Fantasyland Theatre. En los días sin fuegos artificiales, el terreno cierra con el parque.
En abril de 2019, Disney anunció que Mickey & Minnie's Runaway Railway (que se inauguró en Disney's Hollywood Studios en 2020) abriría en Mickeys Toontown en Disneylandia en 2023. La atracción se encuentra en un edificio dentro de Toontown llamado El CapiTOON Theatre, un juego de palabras con el Teatro El Capitan de Hollywood, que a su vez es propiedad de Disney. La atracción, que reemplazó a la tienda Toontown Five and Dime/Gag Factory, es la primera atracción nueva agregada en Toontown desde que Roger Rabbit's Car Toon Spin abrió sus puertas en 1994.
Disneyland Resort estuvo cerrado temporalmente de 2020 a 2021 debido a la pandemia de COVID-19, tiempo durante el cual comenzó la construcción de Mickey & Minnie's Runaway Railway.En noviembre de 2021, Disney anunció que Mickeys Toontown en Disneylandia recibiría un cambio de imagen y permanecería cerrado por un año.Las nuevas características incluyen experiencias de juego para niños y familias. Con la incorporación de Mickey & Minnie's Runaway Railway, se agregó una nueva área de juegos para niños llamada CenTOONial Park y cuenta con una fuente.En febrero de 2022, se anunció que Gadget's Go Coaster, Goofy's Playhouse y Donald's Boat serían "reimaginados". Mickeys Toontown se cerró temporalmente el 9 de marzo de 2022.Mickey & Minnie's Runaway Railway abrió sus puertas el 27 de enero de 2023. El resto de Mickey's Toontown estaba originalmente programado para abrir el 8 de marzo de 2023, pero luego se retrasó hasta el 19 de marzo de 2023.El recientemente renovado Mickey's Toontown ha sido diseñado específicamente para acomodar a niños con necesidades especiales.

### Atracciones y entretenimiento
- Ferrocarril de Disneylandia
- Parque CenTOONial
- Montaña rusa GADGET de Chip 'n' Dale
- El ferrocarril fugitivo de Mickey y Minnie
- La casa de Mickey y Conoce a Mickey[19]
- La casa de Minnie
- Patio de cómo jugar de Goofy
- Estanque del pato Donald
- Giro de dibujos animados del coche de Roger Rabbit

### Antiguas atracciones y entretenimiento
- Chip 'n Dale's Acorn Crawl (1993-1998)
- Goofy's Bounce House (1993-2008) (con el nuevo tema de Goofy's Playhouse)
- Jolly Trolley (1993-2003)
- Toon Park (1993-2022) (cambiado el tema de CenTOONial Park)
- La casa del árbol de Chip 'n Dale (1993-2020)
- Goofy's Playhouse (2008-2022) (cambiado el tema de Goofy's How-To-Play Yard)
- Donald's Boat (1993-2022) (con el nuevo tema de Donald's Duck Pond)

### Restaurantes y refrescos
- Café Daisy
- Good Boy! Grocers
- Palomitas de maíz cerca de la montaña rusa GADGET de Chip 'n' Dale

### Antiguos restaurantes y refrescos.
- El restaurante de Daisy (1993-2022)
- La casa del perro de Pluto (1993-2022)
- Yogur helado de Clarabelle (1993-2022)
- La congelación de Goofy
- Golosinas divertidas

### Tiendas
- EngineEar Souvenirs

### Antiguas tiendas
- Toontown Five and Dime (1993-2020)
- Gag Factory (1993-2020)

### Personajes
- Mickey Mouse
- Minnie Mouse
- Pato Donald
- Daisy
- Goofy
- Pluto
- Pedro
- Clarabella

## Tokio Disneylandia

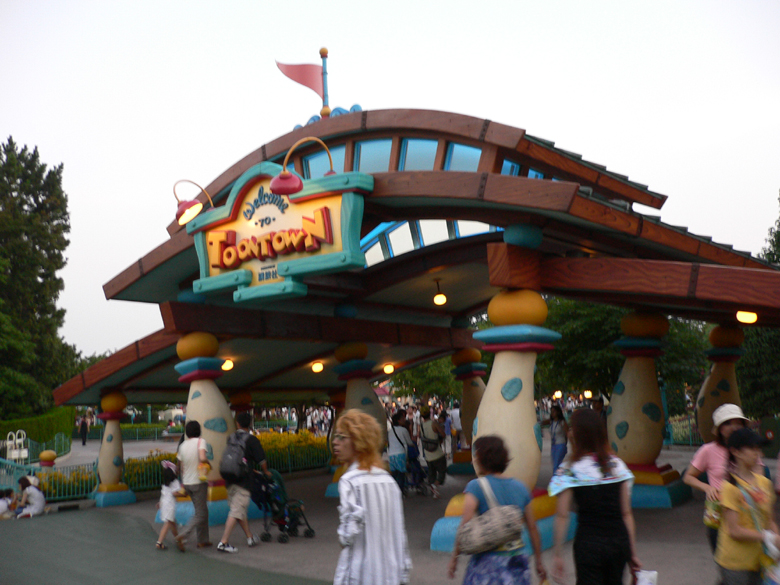
Entrada a Toontown en Tokio Disneylandia

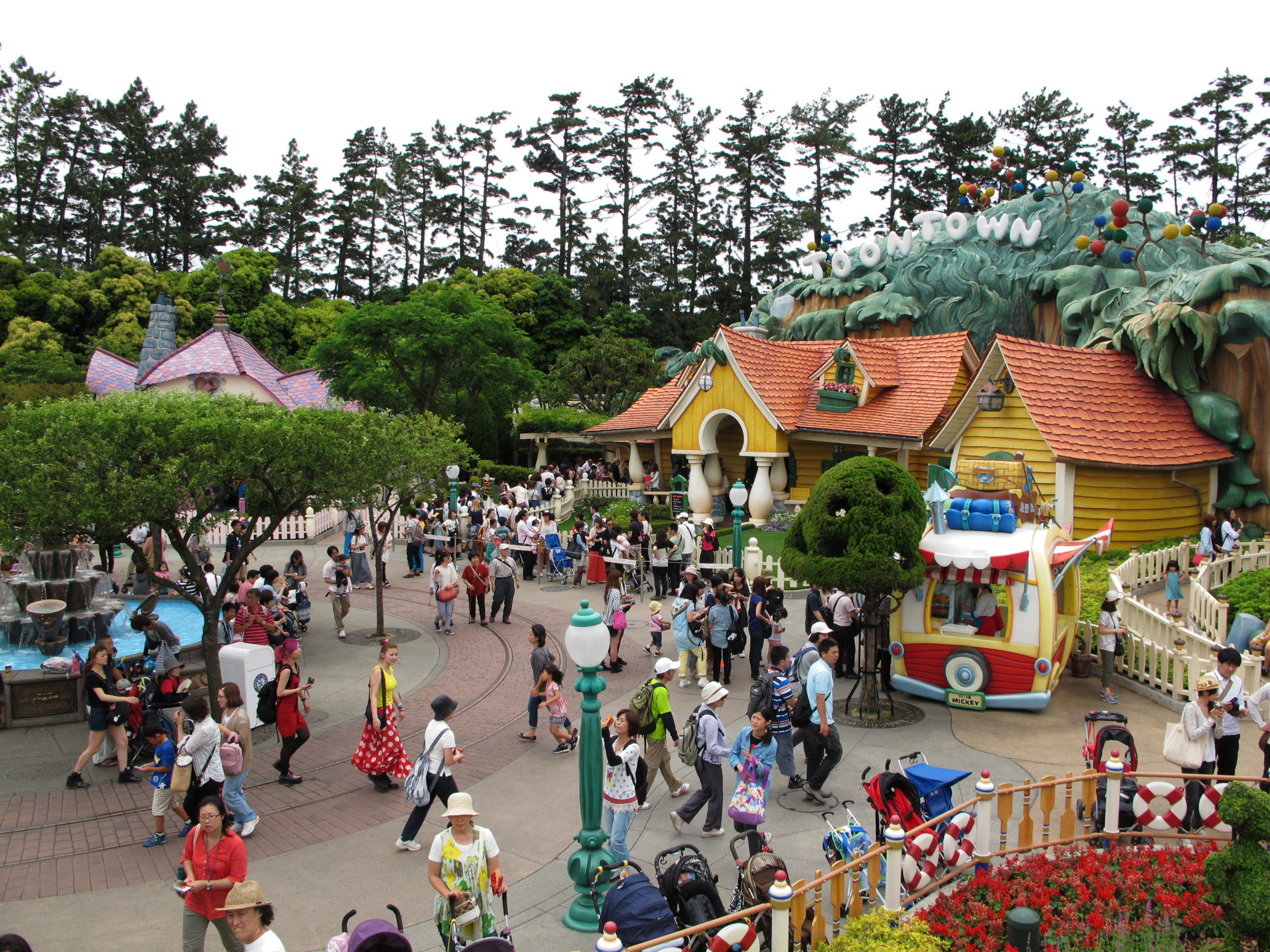
Las casas de Mickey y Minnie

Toontown (idioma japonés : トゥーンタウン) se inauguró en Tokyo Disneylandia el 15 de abril de 1996. Es básicamente una copia de Mickeys Toontown de Disneylandia California, con una imagen reflejada de su diseño.
A mediados de mayo de 2017, la entrada a Toontown fue eliminado por completo y se reemplazó por Minnie's Style Studio.

### Atracciones y entretenimiento
- La casa del árbol de Chip 'n Dale
- El barco de Donald
- Gadget's Go Coaster
- Casa de juegos y pintura de Goofy
- La casa de Mickey y Conoce a Mickey
- La casa de Minnie
- Estudio de estilo de Minnie
- Giro de dibujos animados del coche de Roger Rabbit
- parque de dibujos animados

### Antiguas atracciones y entretenimiento
- Casa de rebote de Goofy (con el nuevo tema de Paint 'n' Playhouse de Goofy)
- Jolly Trolley ( 3 pies (914 mm) vía estrecha ) (1996-2009)

### Restaurantes y refrescos
- Dinghy Drinks
- Toon Pop
- Huey, Dewey y Louie's Good Time Café
- El tráiler de Mickey
- Pop-A-Lot Popcorn

### Tiendas
- Compañía de entrega de Toontown
- Gag Factory
- Toontown Five & Dime